# Saihou Gassama
Pour les articles homonymes, voir Gassama.
Saihou Gassama  est un footballeur gambien né le 11 décembre 1993 à Banjul. Il évolue au poste de milieu avec le Real Saragosse. 

## Carrière
- 2009 : Ports Authority ( Gambie)
- 2010-2011 : RSD Santa Isabel ( Espagne)
- 2011-201. : Real Saragosse ( Espagne)[1],[2]